# Journée internationale des gauchers
La Journée internationale des gauchers (International Lefthanders Day en anglais) est un évènement annuel et mondial qui se produit tous les 13 août pour la sensibilisation aux droits des gauchers contre la stigmatisation et la discrimination. Cette journée fut instaurée en 1976.